# Stora Nycklamosstärnen
Stora Nycklamosstärnen är en sjö i Askersunds kommun i Närke och ingår i Motala ströms huvudavrinningsområde. Sjön har en area på 0,0585 kvadratkilometer och ligger 133 meter över havet.

## Delavrinningsområde
Stora Nycklamosstärnen ingår i det delavrinningsområde (652682-143629) som SMHI kallar för Utloppet av Örkaggen. Medelhöjden är 143 meter över havet och ytan är 12,71 kvadratkilometer. Det finns inga avrinningsområden uppströms utan avrinningsområdet är högsta punkten. Dohnaforsån som avvattnar avrinningsområdet har biflödesordning 3, vilket innebär att vattnet flödar genom totalt 3 vattendrag innan det når havet efter 174 kilometer. Avrinningsområdet består mestadels av skog (68 procent). Avrinningsområdet har 2,5 kvadratkilometer vattenytor vilket ger det en sjöprocent på 19,7 procent.